# Premi Jaume Camp de Sociolingüística
El Premi Jaume Camp de Sociolingüística és un premi literari d'àmbit nacional i en llengua catalana que convoca anualment i des de l'any 2001 la secció comarcal d'Òmnium Cultural del Vallès Oriental, i amb la col·laboració de l'Institut d'Estudis Catalans des de 2009. S'atorga al millor treball d'investigació sobre sociolingüística—ja sigui des d'una perspectiva sincrònica o històrica, teòrica o aplicada, demolingüística, lingüística o etnogràfica— referida a qualsevol àmbit geogràfic dels Països Catalans. Els treballs aspirants al premi han d'ésser inèdits i redactats en català.
El guardó ret homenatge a la figura de Jaume Camp i Lloreda, polític i activista cultural del segle XX que va promoure el català durant el franquisme. S'entrega en el marc de la Festa de les Lletres Catalanes del Vallès Oriental i té una dotació de 6000 euros aportats per la seva germana, Esther Camp i Lloreda.

## Guanyadors
- 2001 – ex aequo Jordi Solé Camardons, per Les idees i les propostes[3] i Albert Fabà, Olga Gàlvez, Joan Manrubia, Anna Simó i Noemí Ubach, per Entre l'esperança[4]
- 2002 – Desert
- 2003 – Oriol Ramon i Mimó, per La diversitat lingüística en la regulació internacional
- 2004 – Jordi Bañeres Barril, per Llatinitat, l'estratègia catalana davant la globalització[5]
- 2005 – Desert
- 2006 – Mireia Galindo, per Les llengües en joc i el joc entre les llengües[6]
- 2007 – Emili Boix i Fuster, per Català o castellà amb els fills? La transmissió de la llengua en famílies bilingües a Barcelona[7]
- 2008 – Desert
- 2009 – Desert
- 2010 – Makiko Fukuda, per Els japonesos a Catalunya i la llengua catalana: comunitat, llengües i ideologies[8]
- 2011 – Carles de Rosselló i Peralta, per Aprendre a triar. L'adquisició de les normes d'ús i alternança de codis en l'educació infantil[9]
- 2012 – Enric Saurí i Saula, Jordi Solà i Ferrer, Montserrat Tresserra Pijuan i Marta Rovira i Martínez, per Camins cap a la llengua. Models d'incorporació a l'ús del català de les persones d'origen castellanoparlant[10]
- 2013 – Francesc Xavier Vila i Moreno, per Entre la cohesió i el plurilingüisme socials. Algunes lliçons internacionals per a polítiques lingüistiques educatives catalanes[11]
- 2014 – Vanessa Bretxa i Riera, per Els canvis en les tries lingüístiques i culturals dels preadolescents mataronins en la transició educativa[12]
- 2015 – Eugeni Casanova i Solanes, per Identificació i localització de les poblacions de gitanos catalans a França, llengua, cultura i itineraris migratoris[13]
- 2016 – Natxo Sorolla Vidal, per Tria de llengües i rols sociolingüístics a la Franja des de la perspectiva de l'anàlisi de xarxes socials[14][15]
- 2017 – Avel·lí Flors-Mas, per Usos lingüístics i identitats socials entre adolescents catalans i valencians[16]